# Onda ecuatorial de Rossby
Las ondas de Rossby ecuatoriales, a menudo llamadas ondas planetarias, son ondas de agua muy largas y de baja frecuencia que se encuentran cerca del ecuador y se derivan utilizando la aproximación del plano beta ecuatorial.

## Formulación matemática
Utilizando la aproximación del plano beta ecuatorial, {\displaystyle f=\beta y}, donde β es la variación del  parámetro de Coriolis con la latitud, 
{\displaystyle \beta ={\frac {\partial f}{\partial y}}}. Con esta aproximación, las ecuaciones primitivas se convierten en las siguientes:
- la ecuación de continuidad (que tiene en cuenta los efectos de la convergencia y la divergencia horizontales y se escribe con la altura geopotencial):

{\displaystyle {\frac {\partial \varphi }{\partial t}}+c^{2}\left({\frac {\partial v}{\partial y}}+{\frac {\partial u}{\partial x}}\right)=0}
- la ecuación del momento U (componente zonal):

{\displaystyle {\frac {du}{dt}}-v\beta y=-{\frac {\partial \varphi }{\partial x}}}
- la ecuación del momento V (componente meridional):

{\displaystyle {\frac {dv}{dt}}+u\beta y=-{\frac {\partial \varphi }{\partial y}}.}
Para linealizar completamente las ecuaciones primitivas, hay que suponer la siguiente solución:
{\displaystyle {\begin{Bmatrix}u,v,\varphi \end{Bmatrix}}={\begin{Bmatrix}{\hat {\varphi }}\end{Bmatrix}}e^{i(kx+\ell y-\omega t)}.}
Tras la linealización, las ecuaciones primitivas dan lugar a la siguiente relación de dispersión:
{\displaystyle \omega =-\beta k/(k^{2}+(2n+1)\beta /c)}, where c es la velocidad de fase de una onda Kelvin ecuatorial. ({\displaystyle c^{2}=gH}). Sus frecuencias son mucho más bajas que las de las ondas gravitacionales y representan el movimiento que se produce como resultado de la vorticidad potencial no perturbada que varía (no es constante) con la latitud en la superficie curva de la tierra.  Para las ondas muy largas (a medida que el número de onda zonal se aproxima a cero), la velocidad de fase no dispersiva es aproximadamente:
{\displaystyle \omega /k=-c/(2n+1)}, lo que indica que estas largas ondas de Rossby ecuatoriales se mueven en la dirección opuesta (hacia el oeste) de las ondas Kelvin (que se mueven hacia el este) con velocidades reducidas por factores de 3, 5, 7, etc.  Para ilustrar, supongamos que c = 2,8 m/s para el primer modo baroclínico en el Pacífico; entonces la velocidad de las ondas de Rossby correspondería a ~0,9 m/s, requiriendo un plazo de 6 meses para cruzar la cuenca del Pacífico de este a oeste. Para ondas muy cortas (a medida que aumenta el número de onda zonal), la velocidad de grupo (paquete de energía) es hacia el este y opuesta a la velocidad de fase, ambas dadas por las siguientes relaciones:
- Relación de frecuencia:

{\displaystyle \omega =-\beta /k,\,}
- Velocidad del grupo:

{\displaystyle c_{g}=\beta /k^{2}.}
Así, las velocidades de fase y de grupo son iguales en magnitud pero opuestas en dirección (la velocidad de fase es hacia el oeste y la de grupo hacia el este); nótese que suele ser útil utilizar la vorticidad potencial como trazador de estas ondas planetarias, debido a su invertibilidad (especialmente en el marco cuasi-geostrófico).  Por tanto, el mecanismo físico responsable de la propagación de estas ondas de Rossby ecuatoriales no es otro que la conservación de la vorticidad potencial:
{\displaystyle {\frac {\partial }{\partial t}}{\frac {\beta y+\zeta }{H}}=0.}
Así, cuando una parcela de fluido se desplaza hacia el ecuador (βy se aproxima a cero), la vorticidad relativa debe aumentar y volverse de naturaleza más ciclónica.  Por el contrario, si la misma parcela de fluido se desplaza hacia el polo, (βy se hace más grande), la vorticidad relativa debe disminuir y volverse de naturaleza más anticiclónica.  
Como nota al margen, estas ondas de Rossby ecuatoriales también pueden ser ondas de propagación vertical cuando la frecuencia de Brunt-Vaisala (flotabilidad) se mantiene constante, resultando en última instancia soluciones proporcionales a {\displaystyle e^{i(kx+mz-\omega t)}}, donde m es el número de onda vertical y k es el número de onda zonal.  
Las ondas ecuatoriales de Rossby también pueden ajustarse al equilibrio bajo la gravedad en los  trópicos; porque las ondas planetarias tienen frecuencias mucho más bajas que las ondas gravitacionales. El proceso de ajuste tiende a tener lugar en dos etapas distintas en las que la primera etapa es un cambio rápido debido a la rápida propagación de las ondas gravitacionales, igual que en un plano f (parámetro de Coriolis mantenido constante), lo que resulta en un flujo que está cerca del equilibrio geostrófico. Esta etapa podría considerarse como el campo de masas que se ajusta al campo de ondas (debido a que las longitudes de onda son menores que el radio de deformación de Rossby.  La segunda etapa es aquella en la que se produce un ajuste cuasi geostrófico por medio de ondas planetarias; este proceso puede compararse con el ajuste del campo de ondas al campo de masas (debido a que las longitudes de onda son mayores que el radio de deformación de Rossby.